# Key English Test
KET (англ. Key English Test) —  экзамен по английскому языку, разработанный и проводящийся подразделением Кембриджского университета ESOL. Экзамен подтверждает знание английского языка на базовом уровне (уровень А2 Шкалы Совета Европы). Был разработан в 1991—1994 годах (проходил апробацию). В 2004 году был значительно переработан.

## Формат экзамена
Экзамен содержит 3 части — Reading and Writing, Listening, Speaking.

### Reading and Writing
Состоит из 9 заданий. На выполнение секции отводится 1 час 10 минут

#### Задание 1
8 надписей, слов или очень коротких текстов и 5 предложений. Необходимо соотнести предложения с надписями. Каждый правильный ответ оценивается одним баллом.

#### Задание 2
Короткая история из 5 предложений или просто 5 предложений на одну тему. Каждое предложение содержит пропуск, который надо заполнить выбрав один из 3 вариантов. Правильный ответ оценивается 1 баллом.

#### Задание 3
Содержит 10 вопросов. Первые 5 представляют собой набор фраз, которые человек говорит в диалоге. Необходимо подобрать правильный ответ на каждую из этих фраз (из 3 вариантов)
Следующие 5 вопросов представляют собой заполнение пропусков в длинном диалоге путём выбора правильных предложений из предложенного списка (дается 8 предложений). Каждый правильный ответ оценивается одним баллом.

#### Задание 4
Один длинный текст или три более коротких текста (230 слов). После текста дано 7 предложений, по отношению к которым необходимо определить верна ли информация в предложении, не верна или в тексте (текстах) данной информации не содержалось. Каждый правильный ответ оценивается одним баллом.

#### Задание 5
Короткий текст, содержащий 8 пропусков. Необходимо заполнить пропуски, выбрав правильный вариант ответа из трёх. Каждый правильный ответ оценивается одним баллом.

#### Задание 6
Пять определений слов. Кроме того дается первая буква слова, которое надо найти и количество букв в нём. Каждый правильный ответ оценивается одним баллом.

#### Задание 7
Короткое письмо или открытка с 10 пропущенными словами. Необходимо заполнить пропуски. Каждый правильный ответ оценивается одним баллом.

#### Задание 8
Дано один или два коротких текста, необходимо использовать информацию из текстов, чтобы правильно заполнить форму из 5 пунктов. Каждый правильный ответ оценивается одним баллом.

#### Задание 9
Необходимо написать короткое письмо или открытку. В инструкции сказано кому и о чём нужно написать. Работа оценивается 5 баллами.

### Listening
Содержит 5 заданий, на выполнение отводится 30 минут (включая 8 минут на перенос ответов на бланк).

#### Задание 1
5 коротких разговоров, к каждому из которых необходимо выбрать одну из трёх предложенных картинок. Каждый правильный ответ оценивается одним баллом.

#### Задание 2
Более длинный разговор и два списка слов. После прослушивания разговора необходимо правильно соединить слова из первого списка с подходящими им словами из второго. Каждый правильный ответ оценивается одним баллом.

#### Задание 3
После прослушивания разговора необходимо ответить на 5 вопросов к нему, выбирая правильный ответ из трёх вариантов. Каждый правильный ответ оценивается одним баллом.

#### Задание 4
Необходимо прослушать напоминание, заметку или сообщение и правильно записать информацию.

#### Задание 5
Необходимо прослушать монолог и записать информацию.

### Speaking
Состоит из двух заданий, выполняемых парой кандидатов. На часть отводится 8-10 минут.

#### Задание 1
Представляет собой ответы на вопросы экзаменатора (в основном о себе). Отводится 5-6 минут

#### Задание 2
Кандидату даётся карточка с некоторым количеством идей или вопросов, он должен задать вопросы другому кандидату, обсудить с ними информацию (отводится 3-4 минуты).

## Оценивание
Часть reading and writing даёт 50 % к общему результату, части listening и speaking — по 25 %. Итоговыми оценками могут быть: «сдано с отличием» (Pass with Distinction) — 90-100 %, «сдано достойно» (Pass with Merit) — 85-89 %, «сдано» (Pass) — 70-84 %, «сдано на уровень А1» (Level A1) — 45-69 %, «не сдано» (Fail) — 0-44 %.
Получившим оценки «сдано» и «сдано достойно» выдается сертификат КЕТ, получившим отметку «сдано на уровне А1» выдается сертификат уровня А1, получившим отметку «сдано с отличием» выдается сертификат уровня B1 Шкалы Совета Европы. Не сдавшим экзамен сертификат не выдается.

## Признание
Сертификат признается рядом организаций как удостоверение о владении английским языком на базовом уровне.

## KET for schools
В 2009 году был представлен специальный экзамен KET for schools. Этот экзамен абсолютно идентичен обычному КЕТ с той лишь разницей, что темы, затрагиваемые в экзаменационных материалах, касаются школы и школьной жизни, что делает более удобной сдачу экзамена кандидатами, не достигшими 15-летнего возраста.